# Kojatice (Eslováquia)
Kojatice é um município da Eslováquia, situado no distrito de Prešov, na região de Prešov. Tem 10,69 km² de área e sua população em 2018 foi estimada em 1.140 habitantes.

## Demografia
| Ano:        | 1994 | 2004    | 2014   | 2024   |
| ----------- | ---- | ------- | ------ | ------ |
| Broj ljudi: | 926  | 1021    | 1078   | 1158   |
| Razlika:    |      | +10,25% | +5,58% | +7,42% |

| Ano:               | 2023 | 2024   |
| ------------------ | ---- | ------ |
| Número de pessoas: | 1177 | 1158   |
| Diferença:         |      | -1,61% |